# ديف هيويت
ديف هيويت (بالإنجليزية: Dave Hewitt)‏ هو كاتب بريطاني، ولد في 10 يوليو 1961 في ديربيشاير في المملكة المتحدة.